# K. Kiss Ferenc
K. Kiss Ferenc, Kövesdi (Székelykövesd, 1913. július 29. – Marosvásárhely, 2004. július 22.) romániai magyar költő, tanár, helytörténeti író.

## Életútja
Tanulmányait a nagyenyedi Bethlen Kollégium tanítóképzőjében és a kézdivásárhelyi római katolikus tanítóképzőben végezte (1934), a Babeș-Bolyai Egyetem levelező tagozatán magyar nyelv és irodalom szakos tanári diplomát szerzett. Székelyföldváron, Fintaházán és Ákosfalván tanító, 1950-től Szentgericén, majd Marosvásárhelyen tanár nyugalomba vonulásáig (1977). Az erdélyi magyar kórusmozgalom történetével foglalkozott; legutóbb A jobbágyfalvi kórus c. írásával járult hozzá a Művelődés kórustörténeti sorozatához (1991/11-12). Cikkeit a Jóbarát, Művelődés, Új Élet, Falvak Dolgozó Népe közölte.

## Kötetei
- Derengő tűzzel (versek, Gagyi László előszavával, 1977)
- Reménységdajkálók (versek, 1977)